# ジョン・ウィラード・ミルナー
ジョン・ウィラード・ミルナー（John Willard Milnor, 1931年2月20日 - ）はアメリカ合衆国の数学者。微分幾何学、K理論、力学系の研究および、これまで数学の名著の好例と見なされてきた数々の著書で知られる。1962年にフィールズ賞を受賞した。現在はニューヨーク州立大学ストーニブルック校で教授を務めている。妻のDusa McDuffもストーニブルック校の教授である。

## 来歴
ニュージャージー州出身。プリンストン大学在学中から数学の競技会で名を売り、1949年から1950年にはファリー・ミルナー理論を証明した。彼はそのままプリンストン大学の大学院に進み、ラルフ・フォックスの指導の下で「ホモトピーとリンク」という論文を書いた。博士号を得た後も、そのままプリンストン大学で研究を続けた。
また1962年からは学術雑誌Annals of Mathematicsの編集も行っている。
教え子には秋葉忠利、Jon Folkman、John Mather、Laurence Siebenmann、Jonathan Sondow、and Michael Spivakらがいる。

## 研究
ミルナーの最も大きな業績は、非標準的微分構造を持った7次元エキゾチック球面の存在を証明したことである。後にMichel Kervaireとの共同研究で、彼は7次元球面上には15種類（向きも考えると28種類）の微分構造が存在することを示した。非標準的微分構造を持ったn次元球面は、ミルナーの提唱でエキゾチック球面（Exotic sphere）と呼ばれている。

## 主な受賞歴
- 1962年 - フィールズ賞（微分位相幾何学の研究による）
- 1967年 - アメリカ国家科学賞
- 1982年 - スティール賞（1回目、独創的研究部門）
- 1989年 - ウルフ賞数学部門
- 2004年 - スティール賞（2回目、研究論文部門）
- 2011年 - アーベル賞、スティール賞（3回目、生涯の業績部門）
- 2020年 - ロモノーソフ金メダル